# Akidolestes cifellii
Akidolestes cifellii és un mamífer extint del grup dels simetrodonts. Visqué fa 125 milions d'anys a Àsia, durant el Cretaci. Físicament s'assemblava a les musaranyes.
Feia 12 cm de llargada i pesava 15–20 grams. Tenia la pell gruixuda i dents adaptades per menjar insectes i cucs.
A. cifellii fou descrit el gener del 2006 pel Museu Carnegie d'Història Natural de Pittsburgh i l'Institut de Geologia i Paleontologia de Nanjing (Xina). El fòssil fou trobat a la formació de Yixian a la província de Liaoning.
Pertany al gran grup dels teriformes, del qual també formen part els metateris i els euteris, fet que es pot deduir a base del crani, les dents, les potes superiors i la cintura escapular de A. cifellii. També té característiques que fan pensar en monotremes (com l'equidna de musell curt i l'ornitorrinc). La columna vertebral, la pelvis i les potes inferiors s'assemblen més a les dels monotremes que les dels teriformes. A. cifellii és el primer animal conegut amb aquesta combinació de característiques modernes i primitives. Probablement es tracta d'un cas de convergència evolutiva.